# Мотт, Анри-Поль
Анри-Поль Мотт (фр. Henri-Paul Motte; 15 декабря 1846, Париж — 25 марта 1922, Бур-ла-Рен) — французский живописец.

## Биография

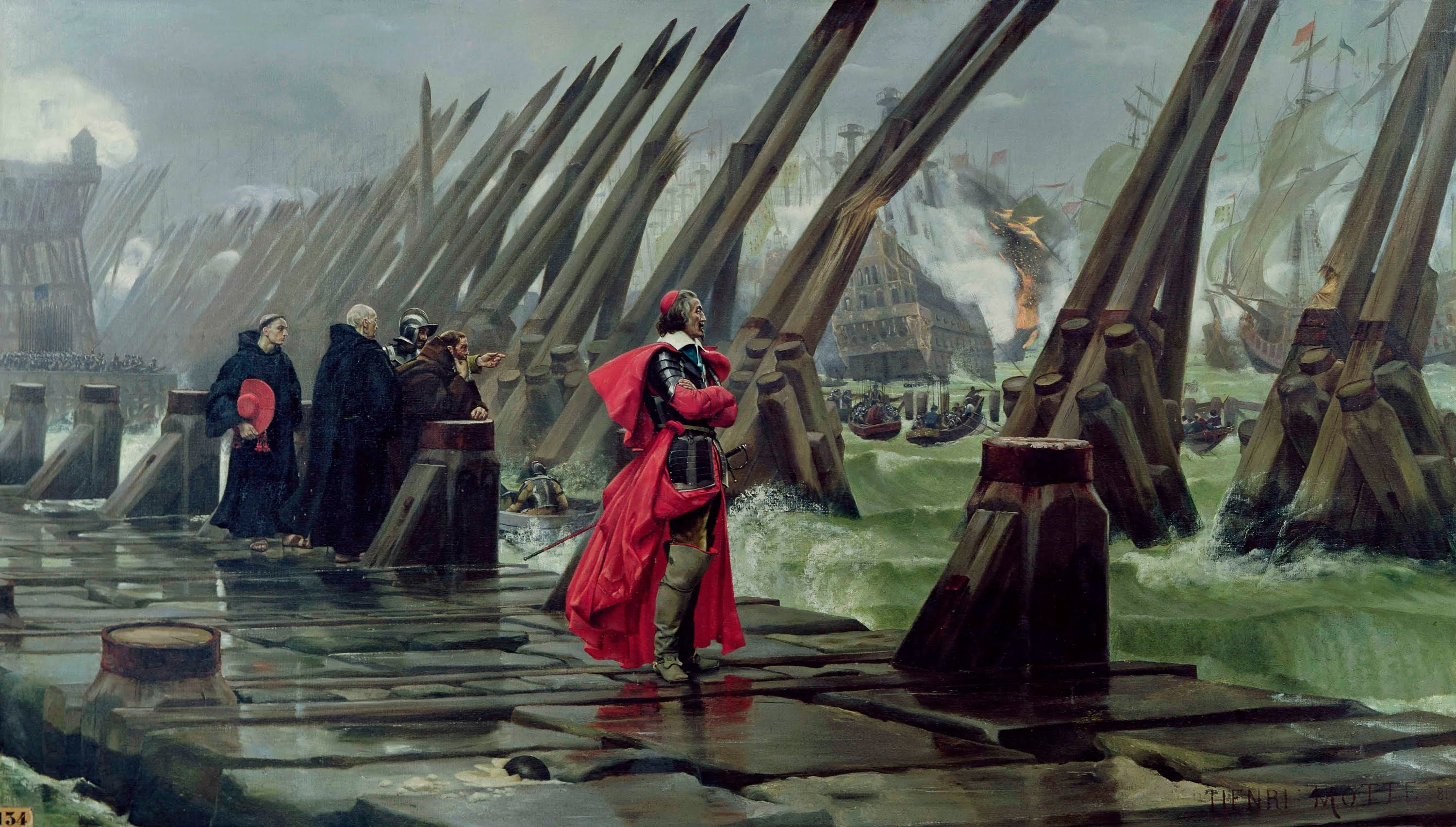
Кардинал Ришельё при осаде Ла-Рошели

Родился в Париже. Учился у художника Жана-Леона Жерома. Писал картины на исторические сюжеты, начинал с салонной живописи. Выставлялся в Парижском салоне с 1874 года.
Наиболее известен своей картиной об осаде Ла-Рошели, на которой изобразил кардинала Ришельё, её он закончил в 1881 году. 
В 1892 году стал кавалером ордена Почётного легиона. На Всемирной выставке 1900 года удостоен бронзовой медали.

## Галерея

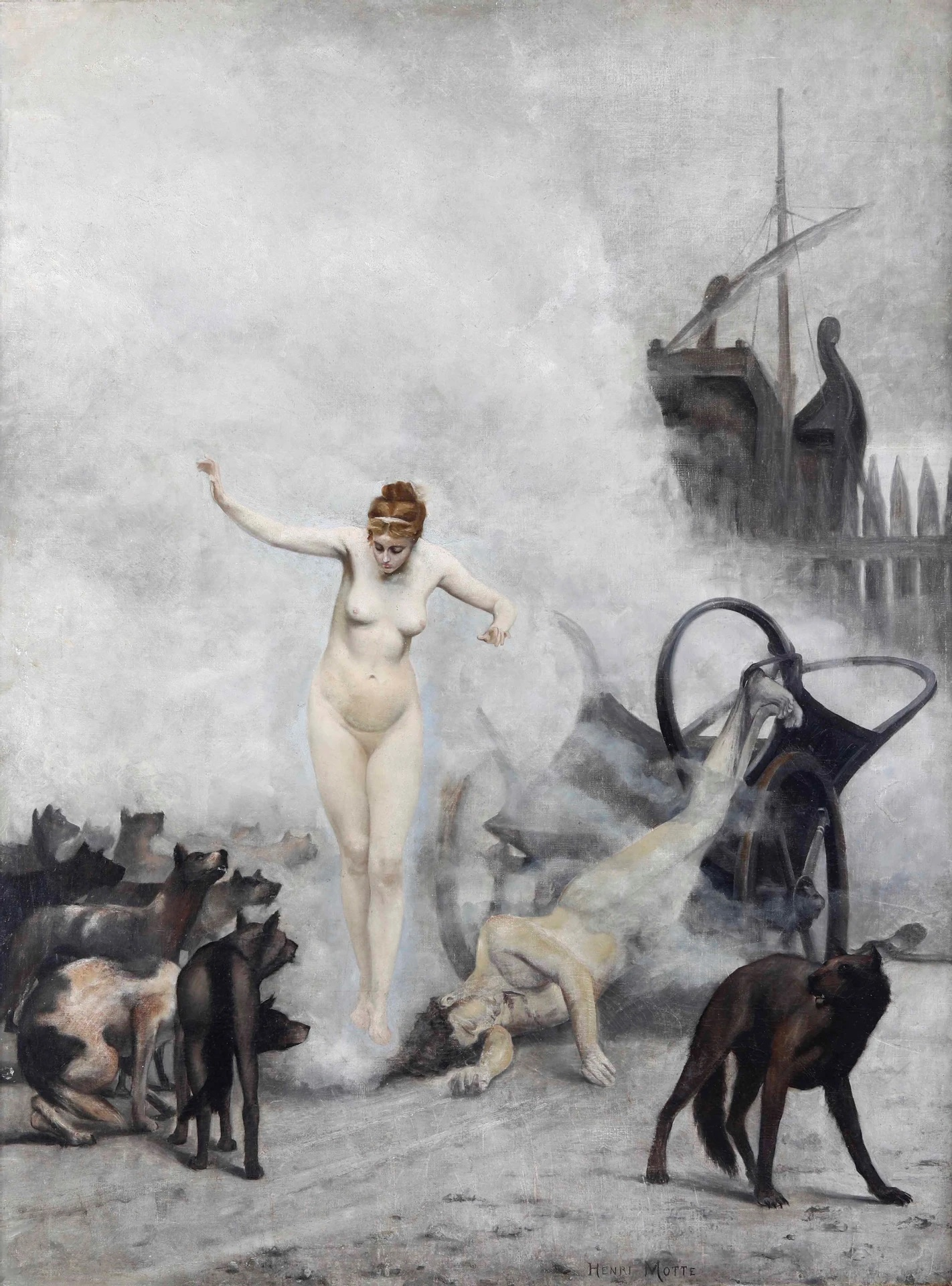
Федра и Ипполит
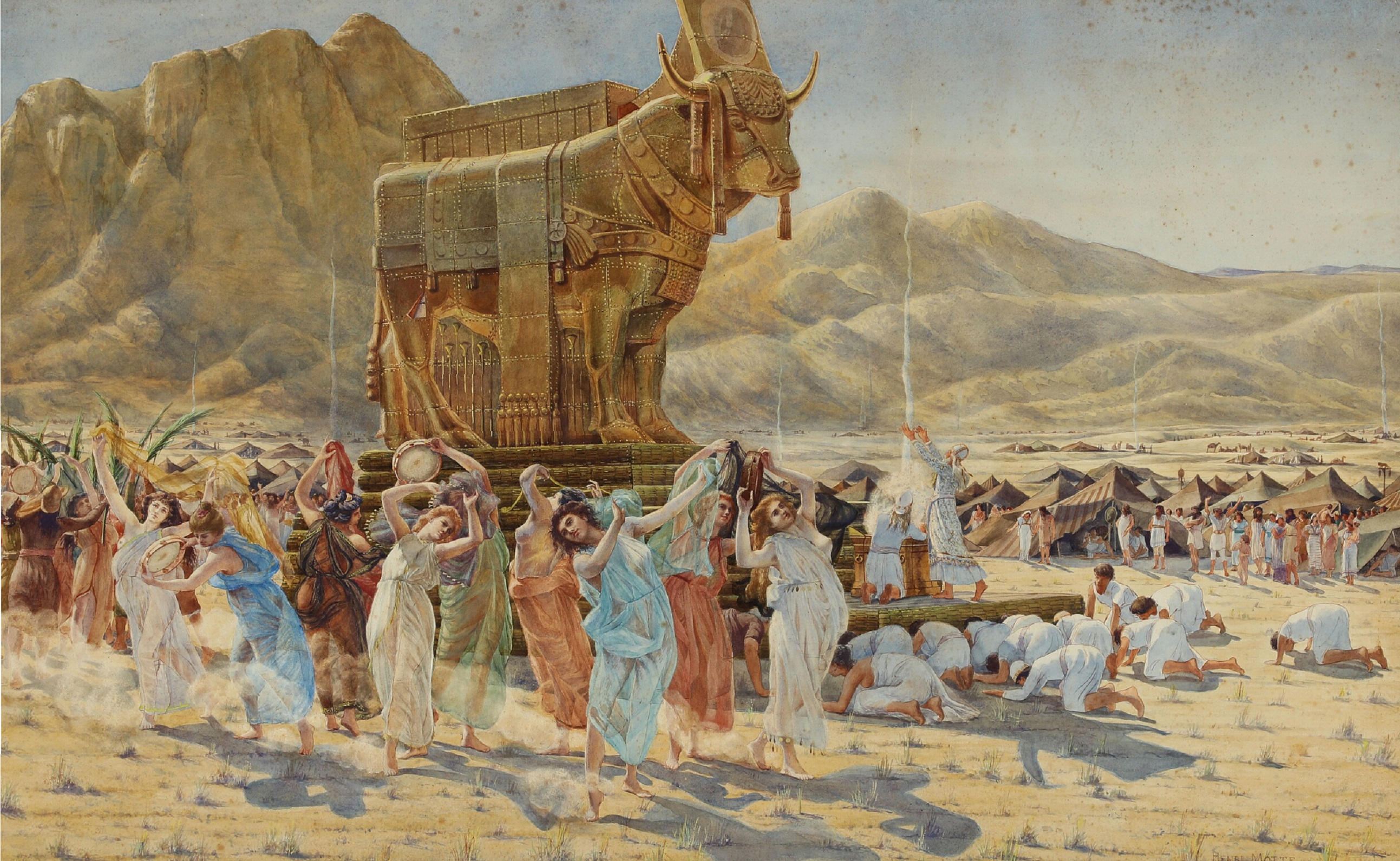
Пляска израильитян вокруг золотого тельца
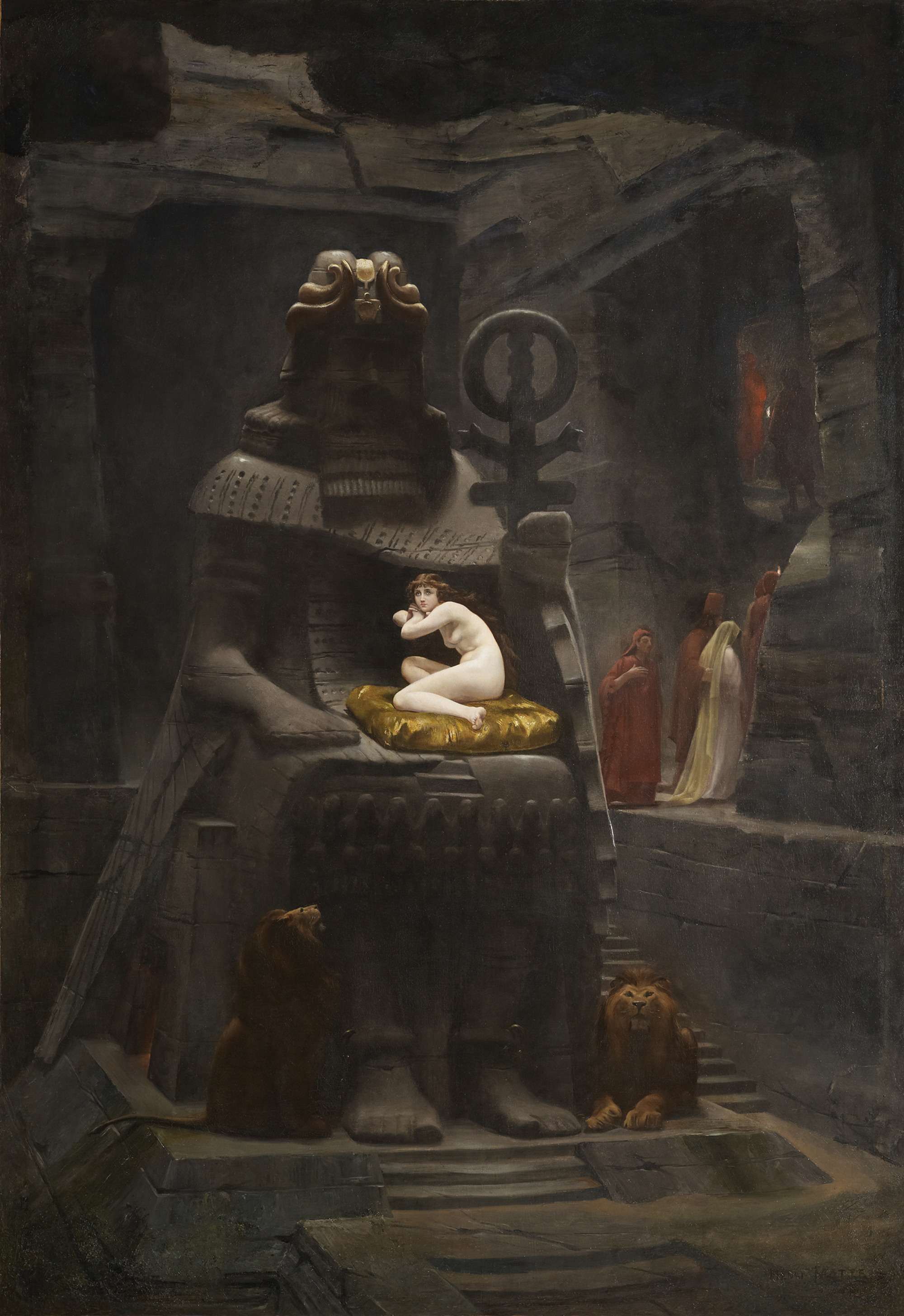
Невеста Бэла
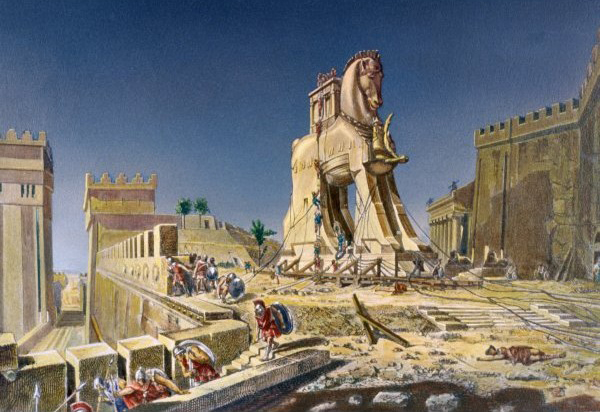
Троянский конь
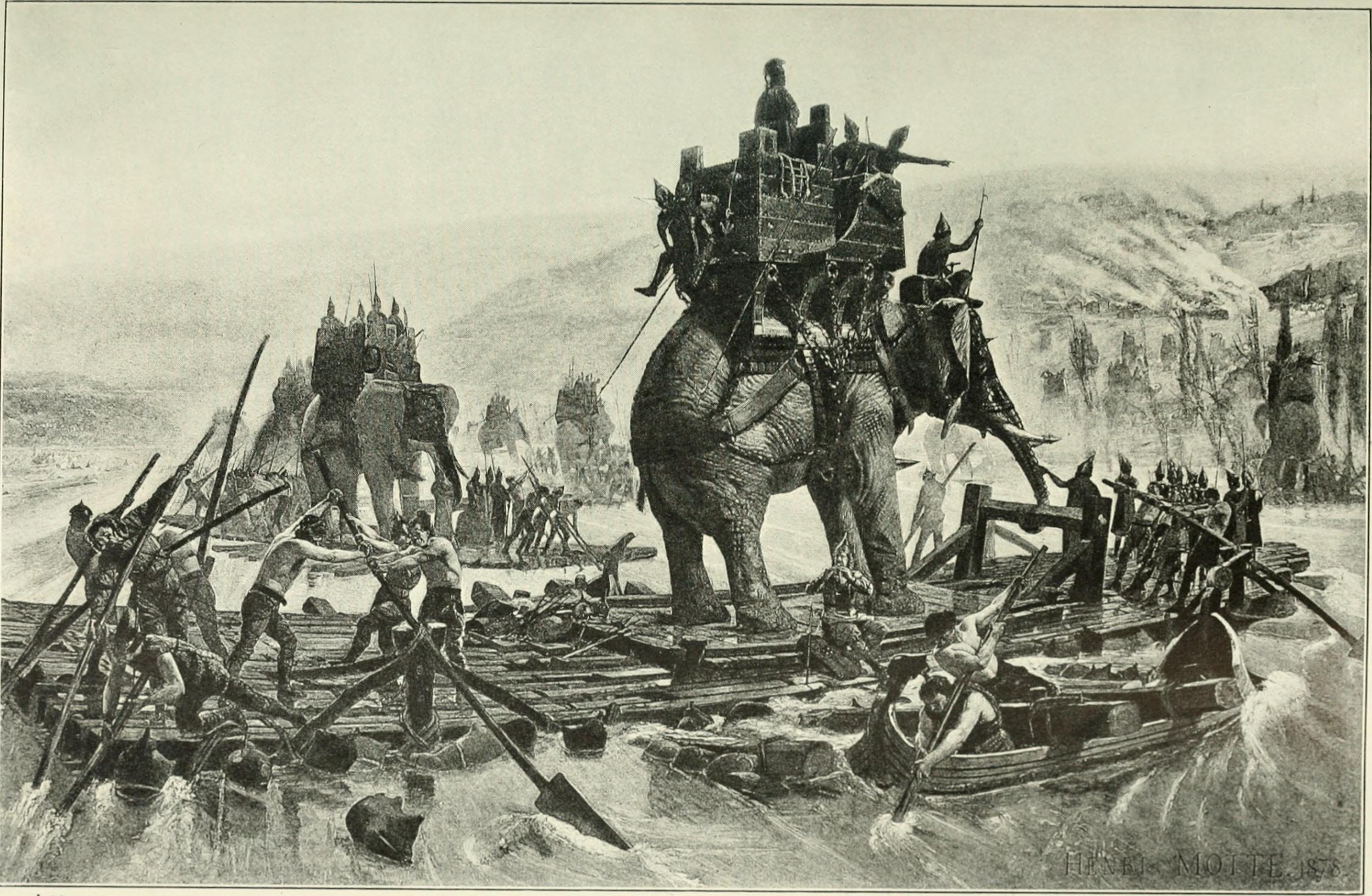
Переправа армии Ганнибала через Рону
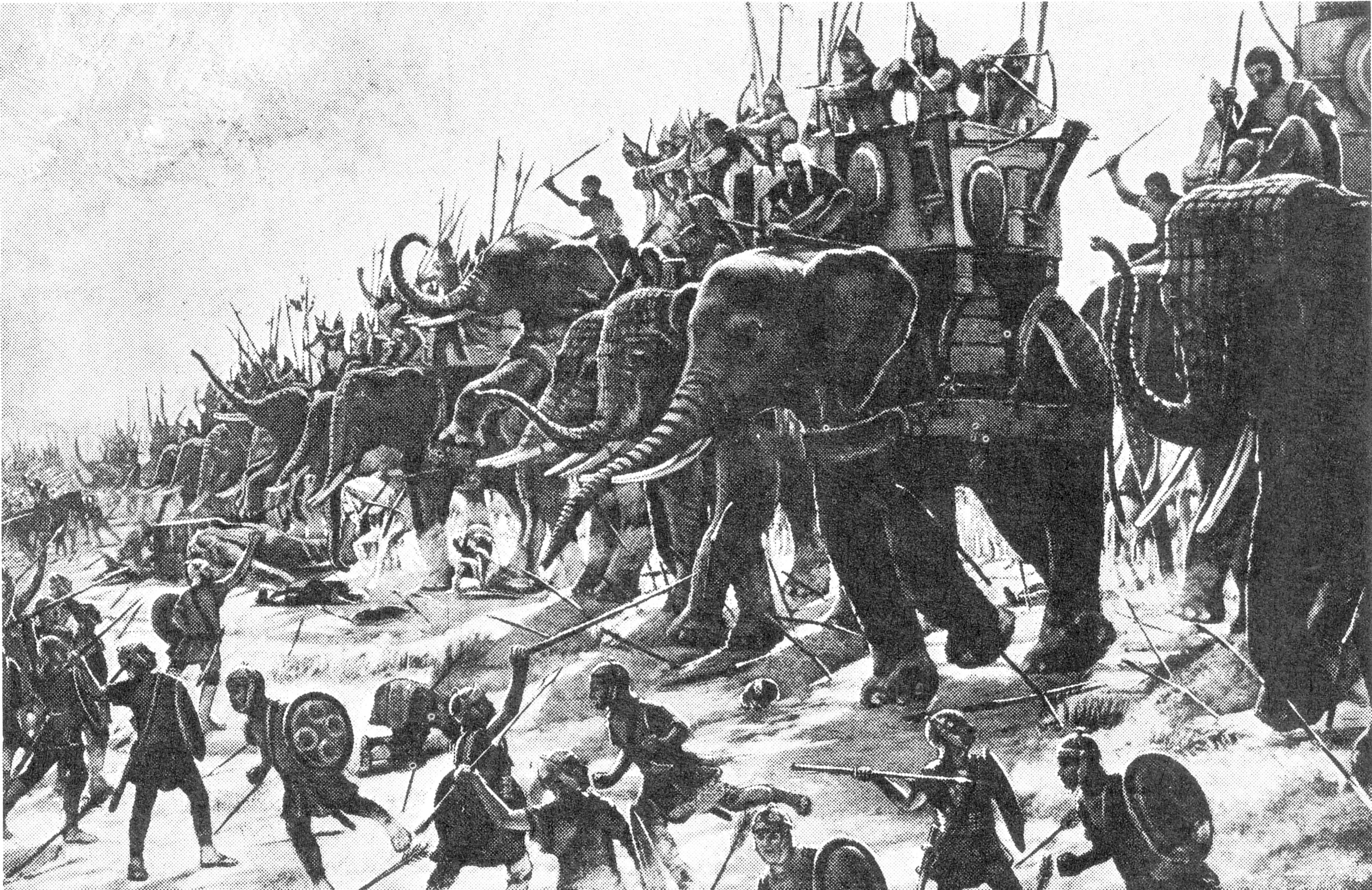
Карфагенские боевые слоны вступают в бой с римской пехотой в битве при Заме
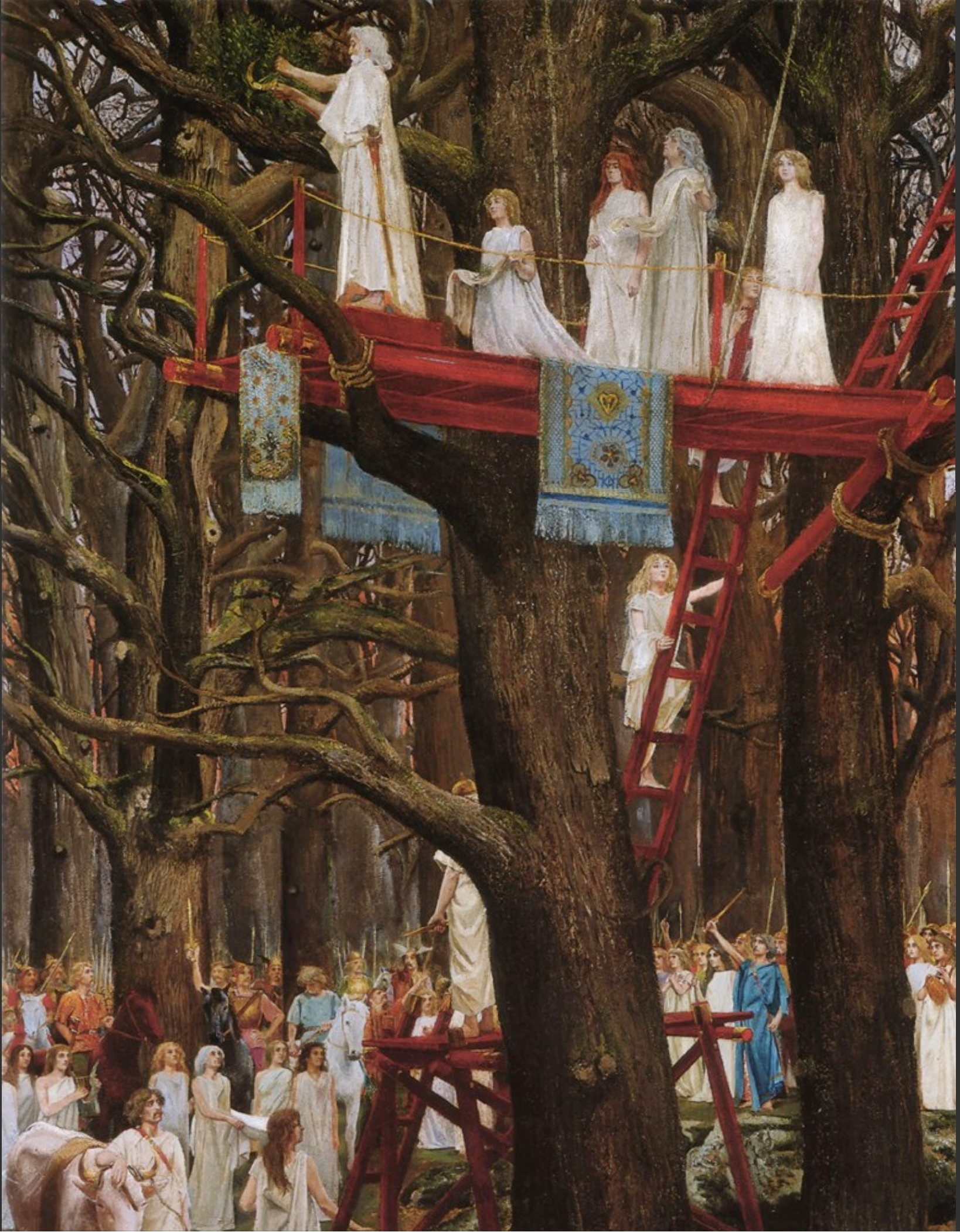
Друид срезает омелу на 6-й лунный день
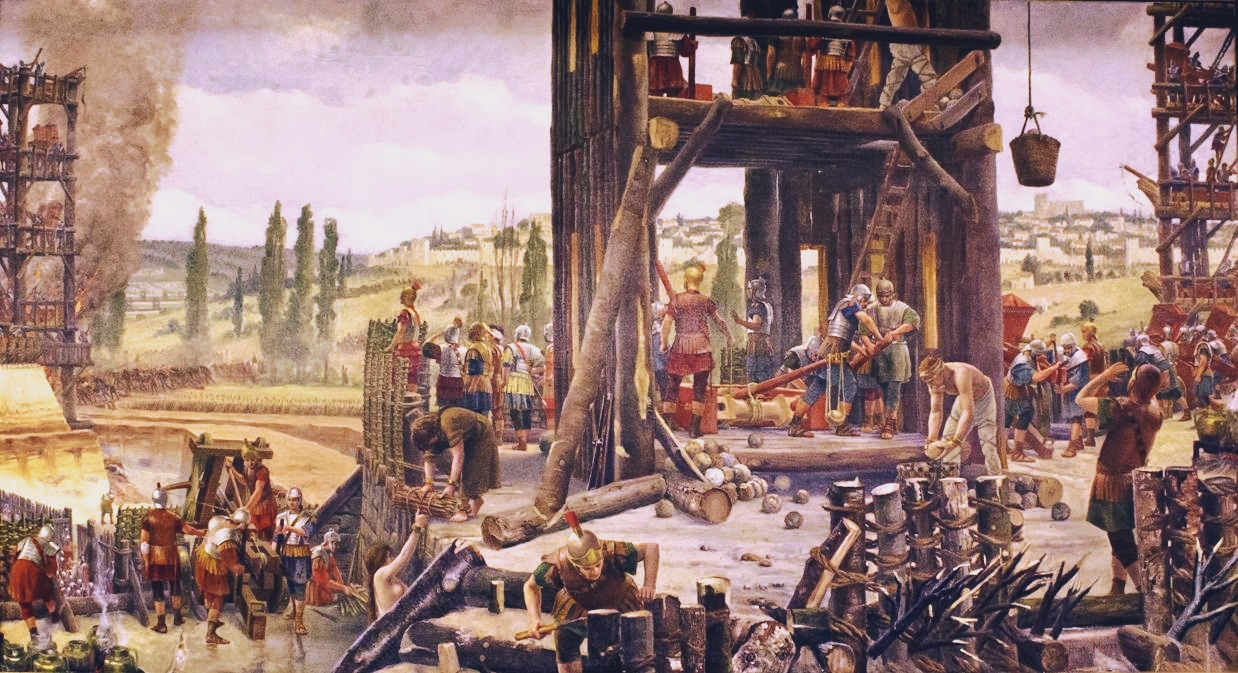
Битва при Алезии
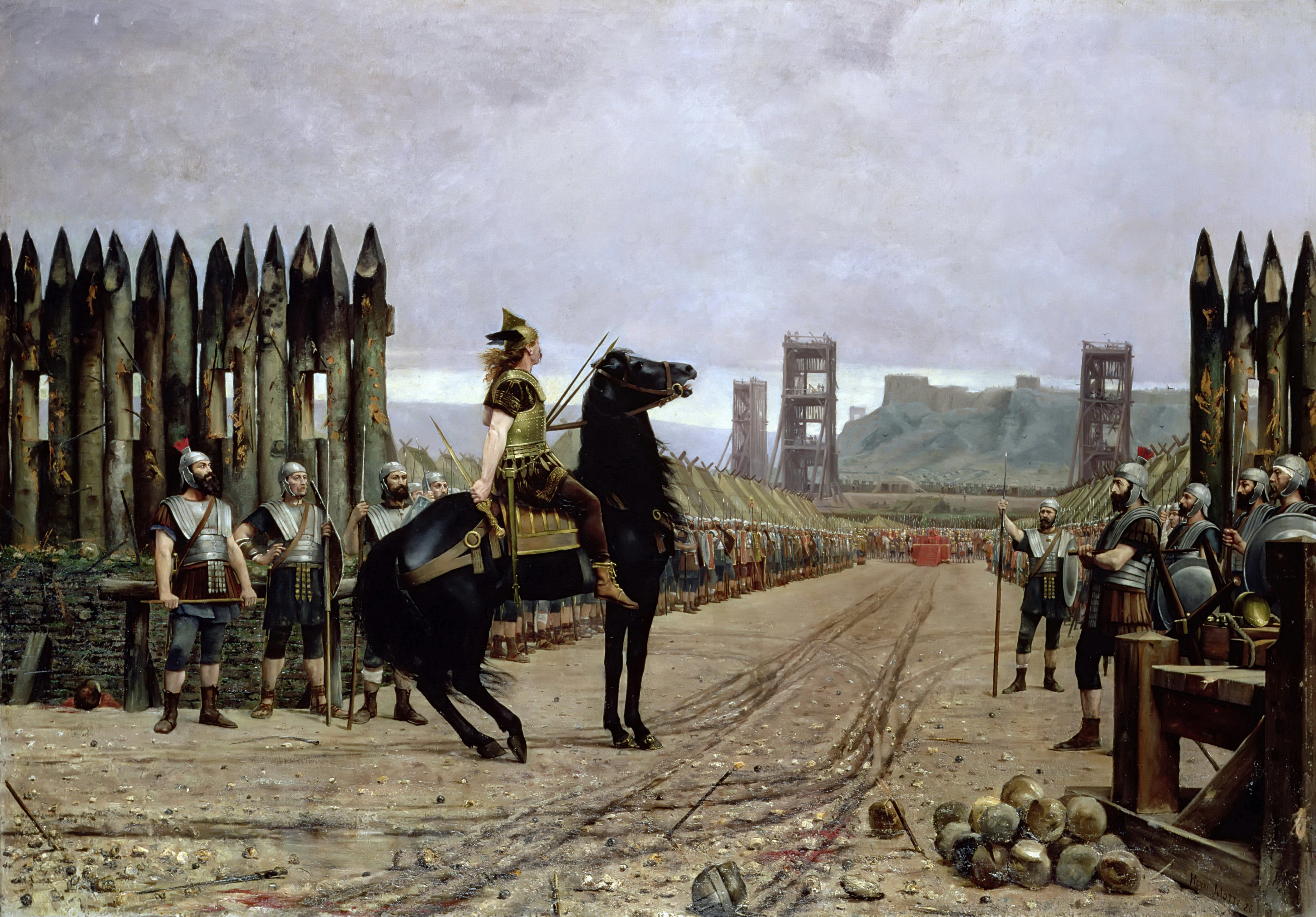
Вождь галлов Верцингеториг сдаётся Цезарю
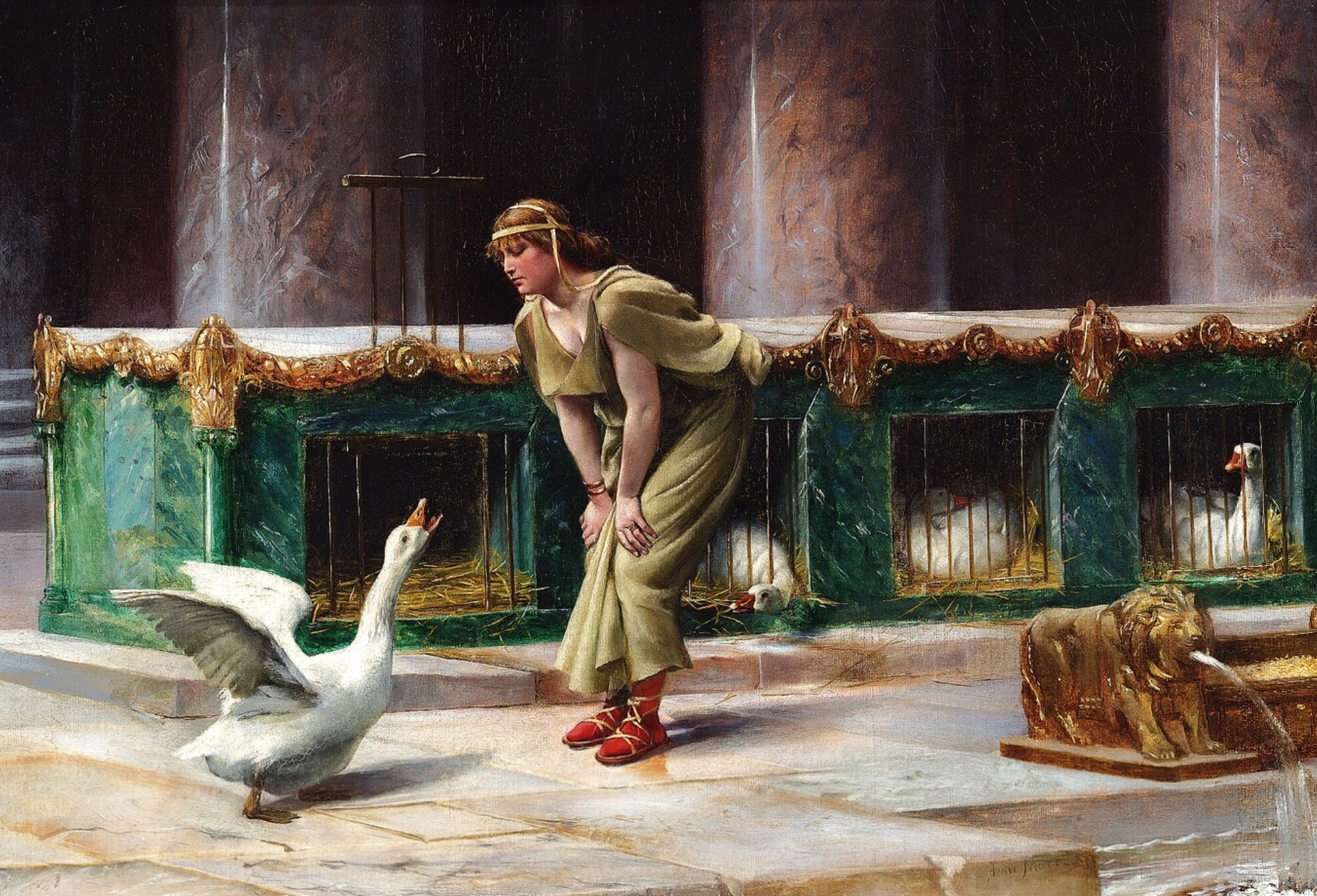
Эпизод из истории Древнего Рима, где священная гусыня охраняла вход в храм Юноны
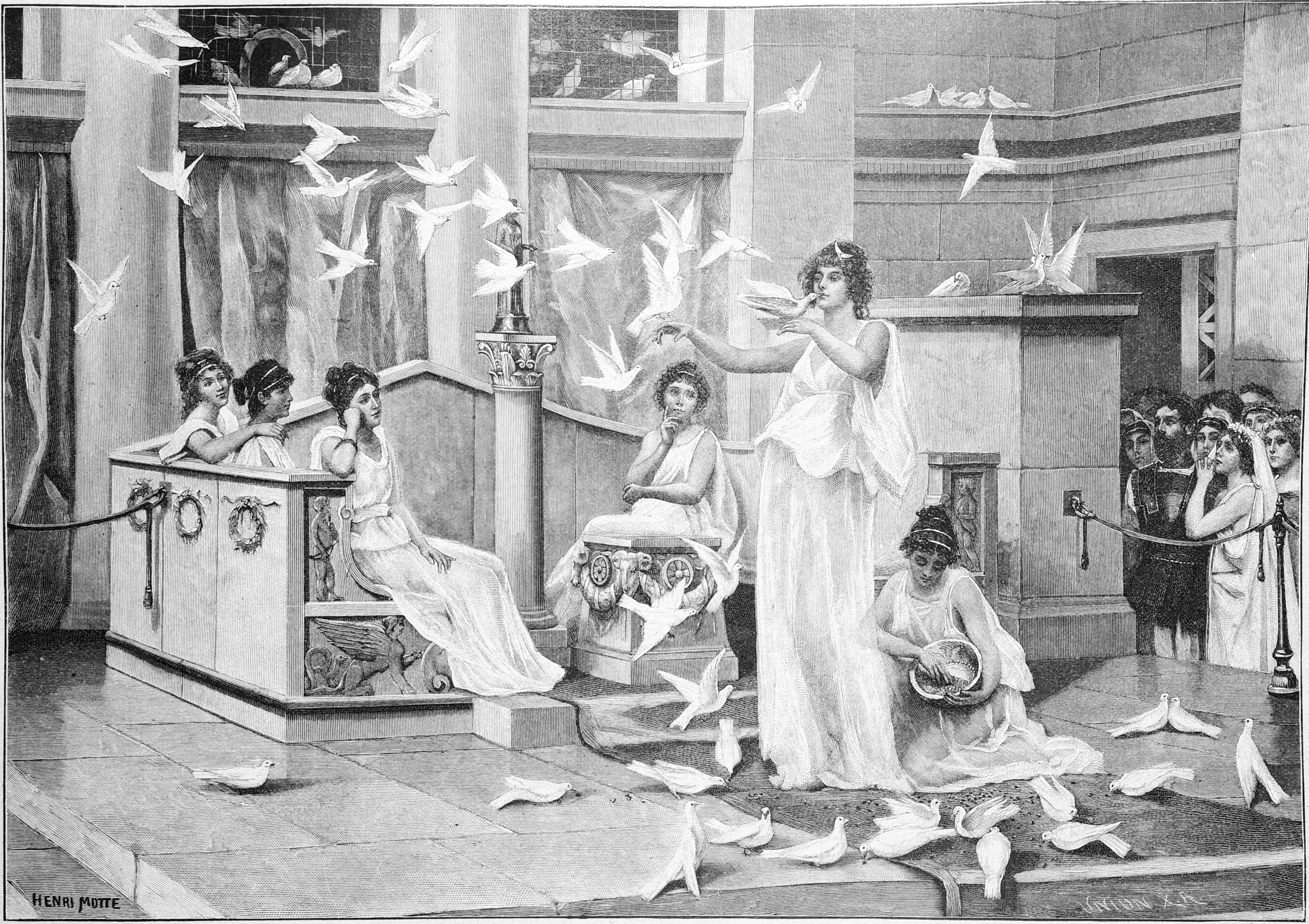
Голуби храма Венеры
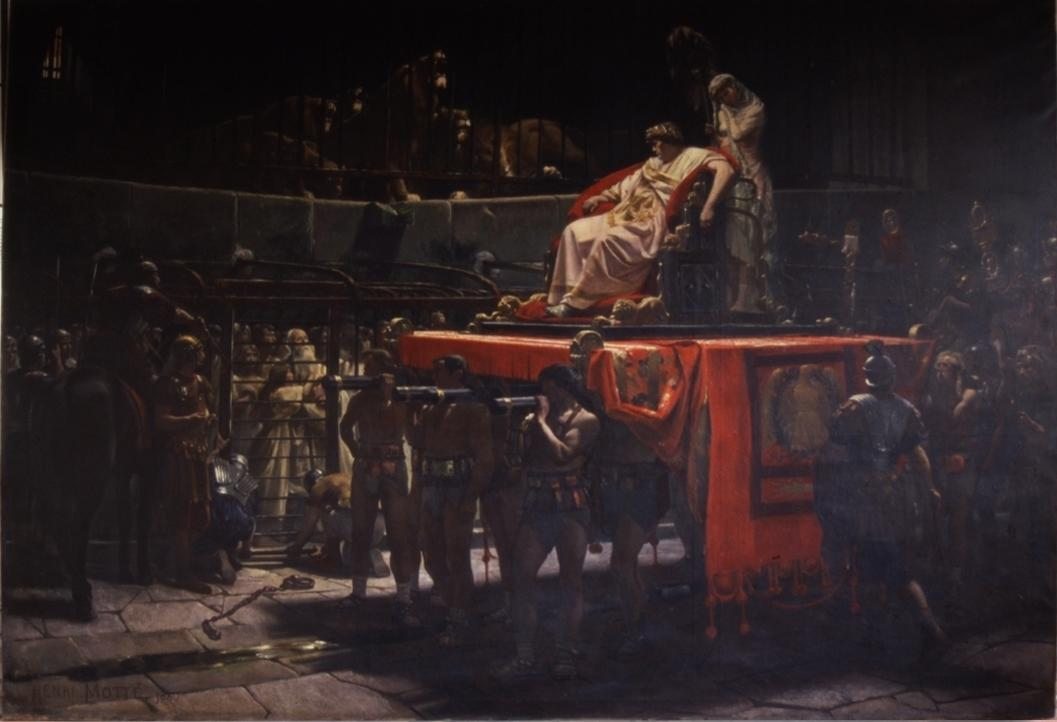
Кесарю скучно
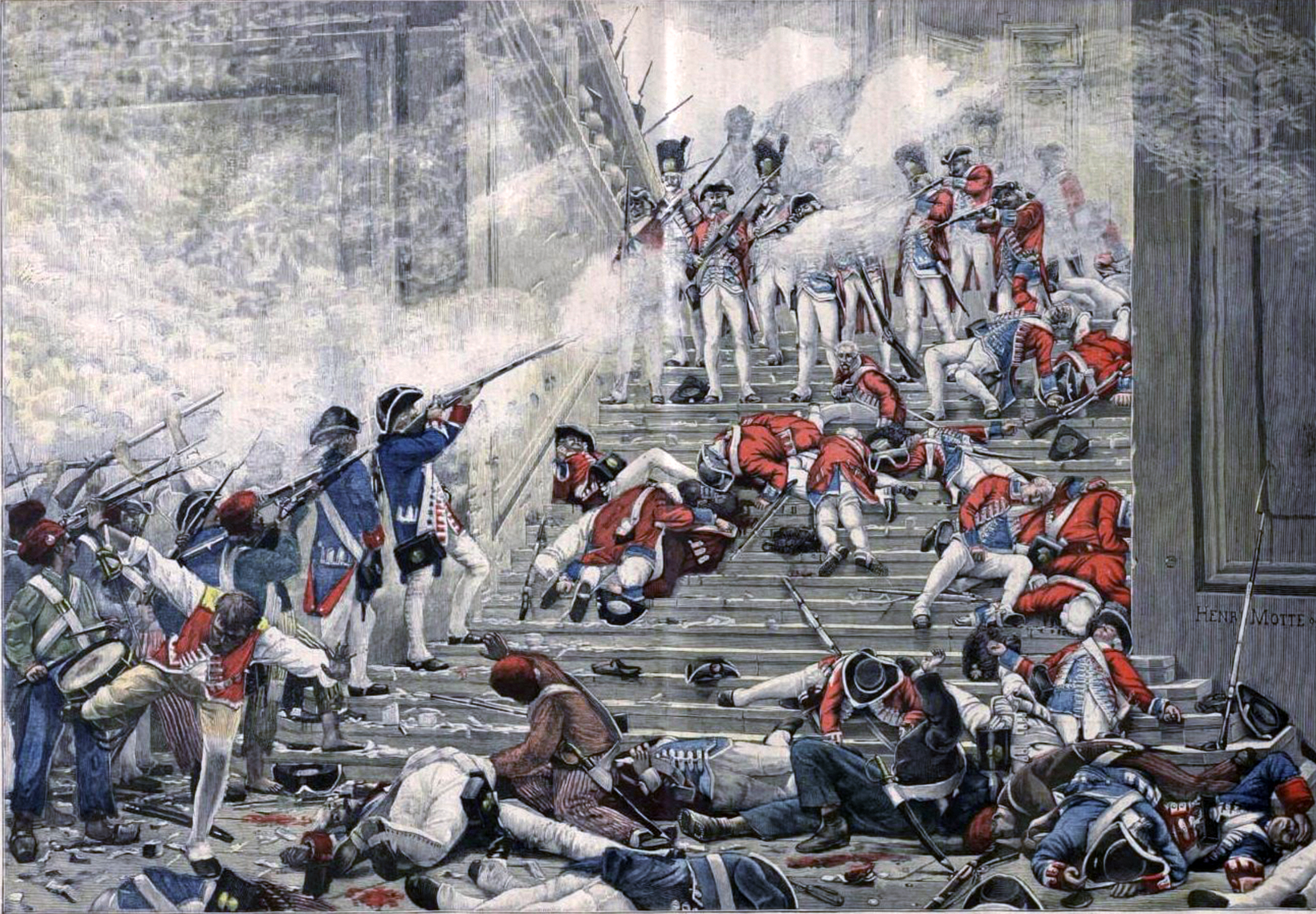
Взятие Тюильри 10 августа 1792 года
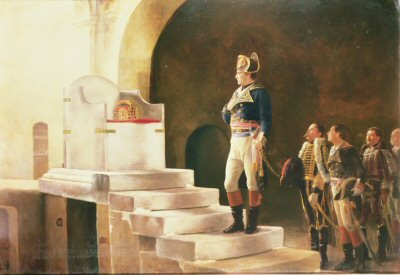
Наполеон у трона Карла Великого